# World Science Fiction Society
World Science Fiction Society sci-fi világszervezet, nevének rövidítése: WFSF.

## Tagság
Ennek a szervezetnek kizárólag az lehet a tagja, aki jegyet vált a soron következő sci-fi világtalálkozóra. Mihelyt egy ilyen rendezvény lezajlott, a következő eseményre befizetve lehet megújítani a tagságot.

## Tevékenység
- A tagok szavaznak a Hugo-díjak (Science Fiction Achievement Awards) odaítéléséről
- Ők szervezik a WorldCon nemzetközi sci-fi találkozót

## Elérhetőségei
Honlap: 
- http://www.wsfs.org
- https://web.archive.org/web/20090414154525/http://www.worldcon.org/
- E-mail: worldcons@worldcon.org
- Cím: P.O.Box 1270, Kendall Square Station, Cambridge, MA 02142 USA